# 合同 (行列)
数学において、（可換体上の）正方行列 A, B が合同 (congruent) であるとは、可逆行列 P が存在して
{\displaystyle B={}^{t}\!PAP}
となることをいう。ここで t は転置を表す。
行列の合同は同値関係である。